# Shalianbao (sockenhuvudort i Kina, Qinghai Sheng, lat 36,01, long 102,11)
Shalianbao (kinesiska: 沙连堡, 沙连堡乡, 关巴湾) är en sockenhuvudort i Kina. Den ligger i provinsen Qinghai, i den nordvästra delen av landet, omkring 76 kilometer sydost om provinshuvudstaden Xining. Antalet invånare är 4 106. Befolkningen består av 2 045 kvinnor och 2 061 män. Barn under 15 år utgör 32 %, vuxna 15-64 år 60 %, och äldre över 65 år 6,0 %.
Runt Shalianbao är det ganska tätbefolkat, med 70 invånare per kvadratkilometer. Närmaste större samhälle är Magitang, 10,8 km sydväst om Shalianbao. Trakten runt Shalianbao består i huvudsak av gräsmarker.
Genomsnittlig årsnederbörd är 574 millimeter. Den regnigaste månaden är juli, med i genomsnitt 144 mm nederbörd, och den torraste är december, med 2 mm nederbörd.